# Шоше (Вандеја)
Шоше (фр. Chauché) насеље је и општина у западној Француској у региону Лоара, у департману Вандеја која припада префектури Ла Рош сир Јон.
По подацима из 2011. године у општини је живело 2310 становника, а густина насељености је износила 55,01 становника/km². Општина се простире на површини од 41,99 km². Налази се на средњој надморској висини од 74 метара (максималној 101 m, а минималној 49 m).

## Демографија
| 1962. | 1968. | 1975. | 1982. | 1990. | 1999. | 2011. |
| ----- | ----- | ----- | ----- | ----- | ----- | ----- |
| 1.588 | 1.707 | 1.633 | 1.728 | 1.813 | 1.926 | 2.310 |

График промене броја становника у току последњих година